# Brachythemis
Brachythemis é um género de libelinha da família Libellulidae.
Este género contém as seguintes espécies:
- Brachythemis contaminata (Fabricius, 1793)
- Brachythemis fuscopalliata (Selys, 1887)
- Brachythemis impartita (Karsch, 1890)
- Brachythemis lacustris (Kirby, 1889)
- Brachythemis leucosticta (Burmeister, 1839)
- Brachythemis wilsoni Pinhey, 1952